# Стефана Таринска
Стефана Стефанова Таринска е българска литературна историчка.

## Биография
Родена е на 7 април 1933 г. в София. Завършва гимназия в София (1951) и българска филология в Софийския държавен университет. Аспирант в Института за литература към Българска академия на науките през 1967 защитава дисертация на тема „Прозата на Христо Ботев“. Автор на много статии и студии за Ботев, за българо-румънските литературни отношения и др.
Ст. Таринска участва в няколко издания на творчеството на Христо Ботев. Съставя и издава съчиненията на Неофит Бозвели (София: Български писател, 1968) Заедно с Родика Флоря издава Димитър Великсин. „Съчинения. Стихотворения, статии, писма“. София: Акад. изд. „Проф. Марин Дринов“, 1999.
Съставител е на научните сборници „Неофит Бозвели и българската литература“ (София: БАН 1993), на „Софроний Врачански. Сборник изследвания“. (София: Акад. изд. „Проф. Марин Дринов“, 2004), заедно с Даринка Караджова.
На нея е посветен сборникът „Въобразените текстове на Българското възраждане“. Съст. Николай Аретов и Данчо Господинов. София: Изд. център „Боян Пенев“, 2005. ISBN 954-8712-38-5
Умира на 2 април 2020 г. в София.

## Съчинения
- Прозата на Христо Ботев. София: Наука и изкуство, 1966.
- Христо Ботев. Литературноисторически изследвания. София: Кралица Маб, 2016. ISBN 978-954-533-157-2